# Sérgio da Silva Andrade
Sérgio Gabriel da Silva Andrade, meglio noto come Serginho (Souto, 6 dicembre 1982), è un ex calciatore portoghese, di ruolo portiere.

## Carriera
Ha esordito in Primeira Liga  il 25 gennaio 2009 disputando con il Vitória Guimarães l'incontro perso 2-1 contro l'Académica.

## Palmarès

### Club

#### Competizioni nazionali
- Campeonato de Portugal: 1

Trofense: 2020-2021